# Онезорг, Бенно

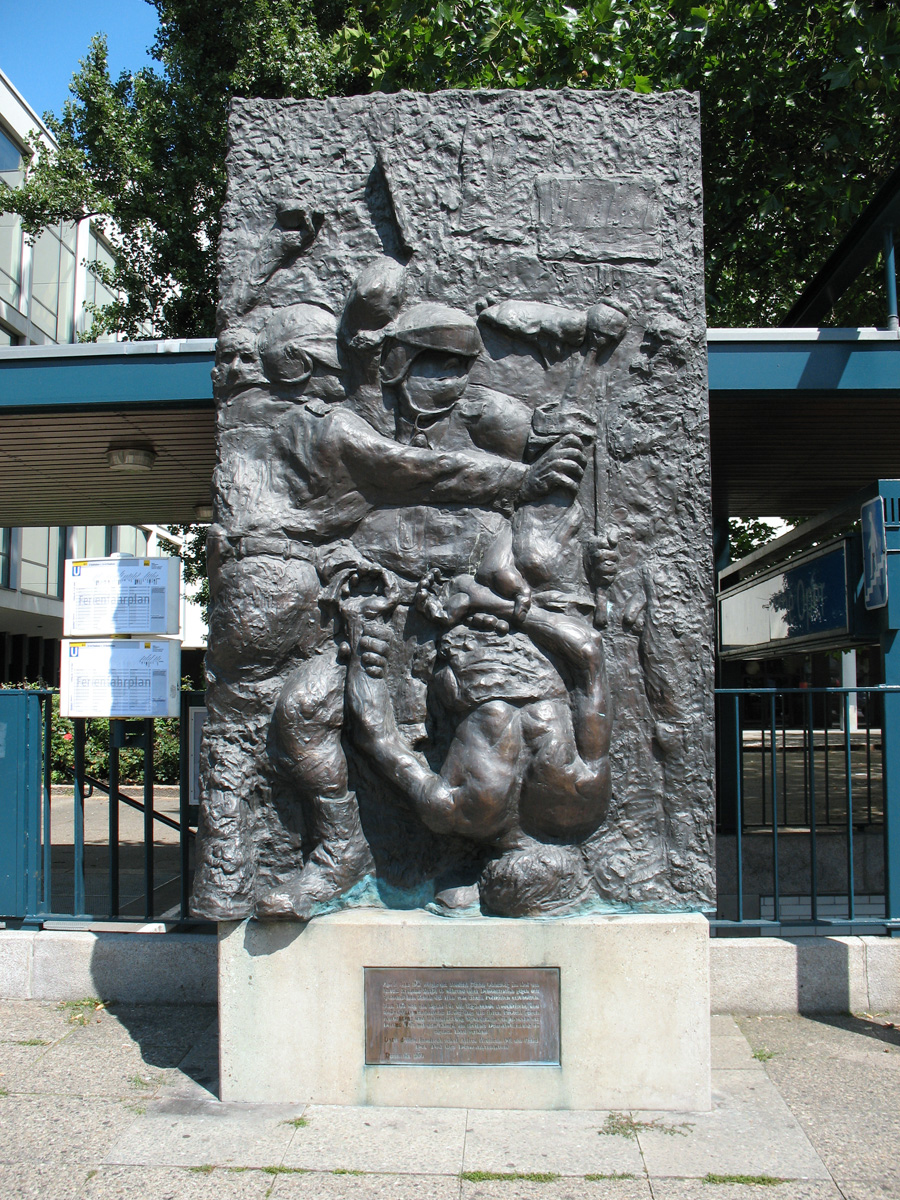
Рельеф «Смерть демонстранта» у здания Немецкой оперы

Бенно О́незорг (нем. Benno Ohnesorg; 15 октября 1940, Ганновер — 2 июня 1967, Западный Берлин) — немецкий студент по специальностям романистика и германистика. По политическим взглядам пацифист. Был застрелен во время демонстрации.

## Смерть
Присутствовал в качестве зрителя на демонстрации против визита главы Ирана шаха Мохамеда Реза Пехлеви в Западный Берлин и ФРГ. Во время разгона демонстрации был смертельно ранен выстрелом в затылок с близкого расстояния западноберлинским полицейским Карл-Хайнцем Куррасом.
Санитары прибыли лишь через 15 минут. В больницу Онезорг был доставлен через час после ранения. Он умер в машине скорой помощи. У убитого осталась беременная жена. Суд оправдал Карл-Хайнца Курраса «за недостаточностью улик».
По данным федерального уполномоченного по документам Штази, полицейский Карл-Хайнц Куррас с 1955 года был агентом Министерства государственной безопасности ГДР, а с 1964 года членом СЕПГ и имел задание собирать внутреннюю информацию о полиции Западного Берлина. Никаких данных о связи его деятельности на разведку ГДР и убийством Онезорга обнаружить не удалось. После убийства все контакты между Куррасом и Штази были прерваны. Однако в документах министерства он числился до 1976 года.

### Влияние
Убийство Онезорга стало одной из причин активизации немецкой молодёжи, раскола немецкого общества и радикализации студенческого движения в стране. Оно стало символическим событием послевоенной немецкой истории и, в частности, конкретным поводом для создания боевой партизанской организации «Движение 2 июня», позже присоединившейся к леворадикальной «Фракции Красной армии».